# Лев Лео

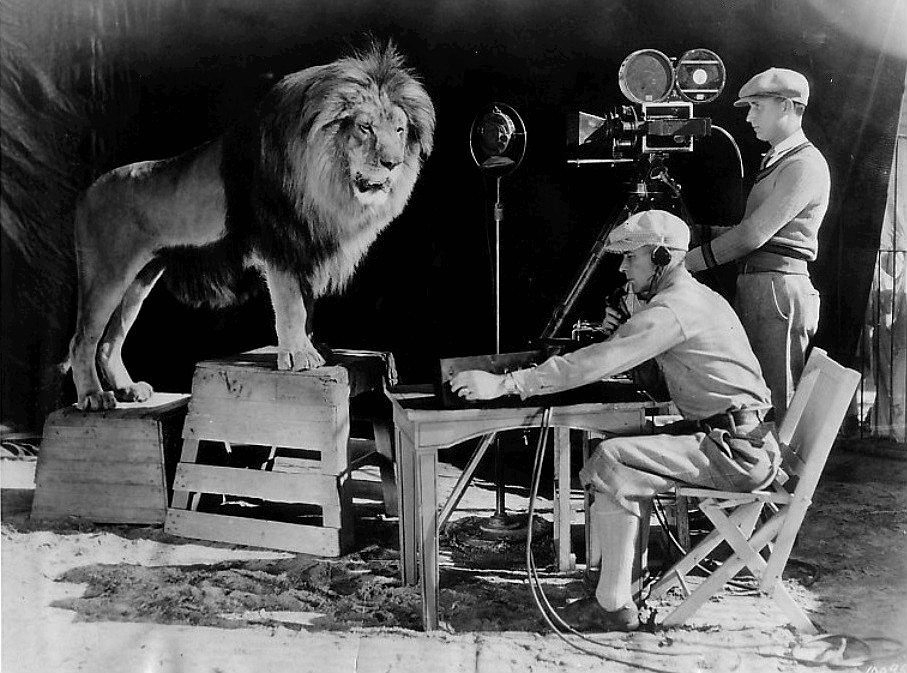
Звуковая синхронная съёмка льва Джеки для заставки кинокомпании, декабрь 1928 года

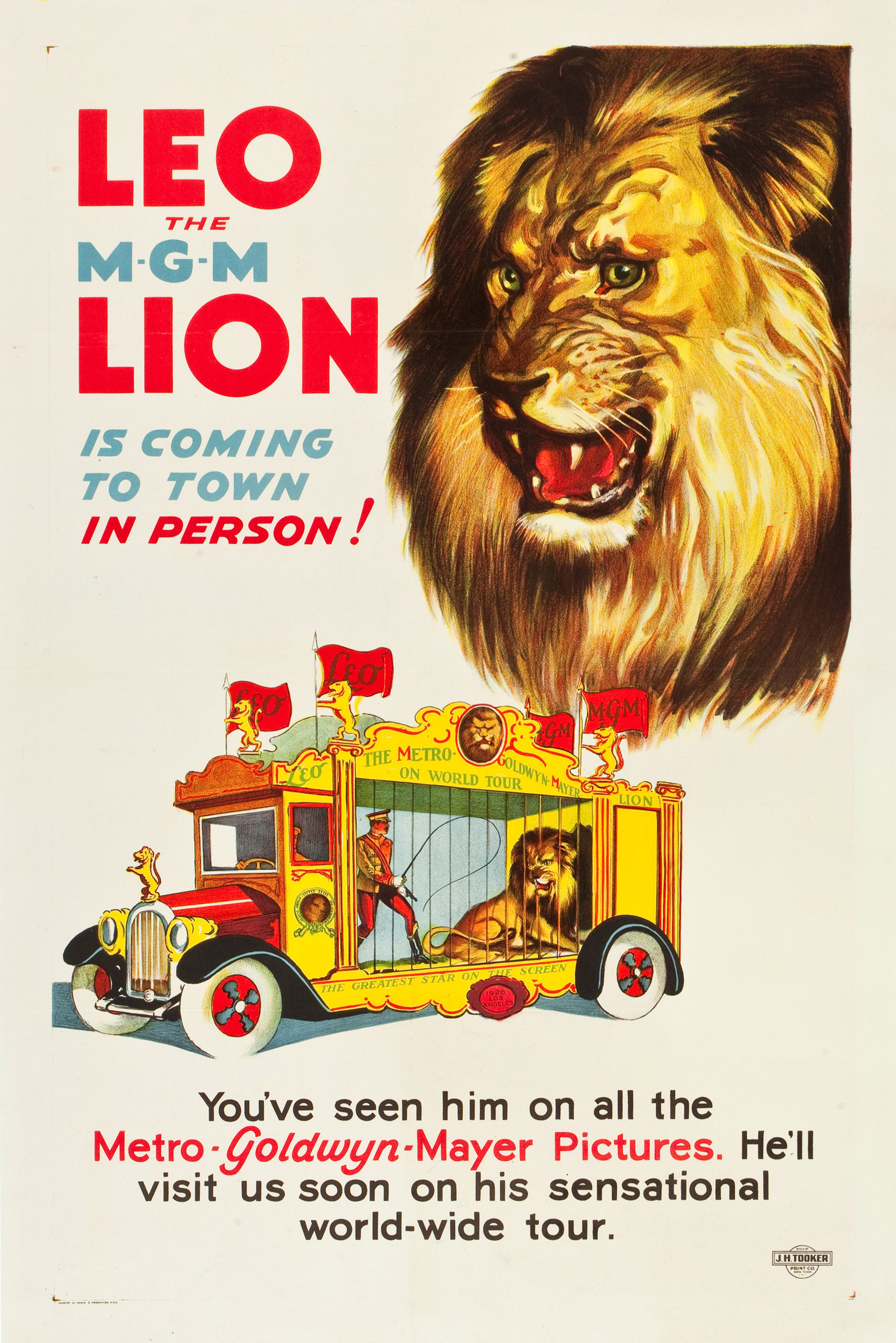
«Лео едет в город!». Постер 1928 года

Лев Ле́о (англ. Leo the Lion) — логотип, талисман и символ голливудской киностудии «MGM» (Metro Goldwyn Mayer), созданный Ховардом Дицем в 1917 году.
Логотип со львом Ховард Дитц разработал ещё для студии «Goldwyn Pictures» (англ. Goldwyn Pictures), существовавшей с 1916—1924 годах; он был вдохновлён песней спортсменов Колумбийского университета «Рычи, лев, рычи» (англ. Roar, Lion, Roar), чьим талисманом был лев. Он решил поместить изображение этого животного в кольцо, на котором был написан по-латыни девиз «Ars Gratia Artis», что означает «искусство ради искусства» и показывать эту картину в качестве заставки перед фильмами, произведёнными студией.
Когда в 1924 году в результате слияния «Goldwyn Pictures» (англ. Goldwyn Pictures) и компания Луиса Майера «Metro Pictures» образовали MGM, логотип со львом сохранился, но Дитц внёс ряд изменений в его образ. В общей сложности с 1917 г. для логотипа официально использовались семь различных львов. В 1928 году компания начинает снимать звуковые фильмы, из-за чего лев на логотипе сменяется. В 1927—1935 годах при испытании цветной плёнки использовались ещё три льва. В 1934 году, после перехода на трёхцветный процесс Техниколор, появляется новая цветная заставка с другим львом, который затем появился ещё и в мультфильмах MGM. В 1956 году логотип вновь сменяется. Собственно Лев Лео стал символом компании с 1957 года. Лишь спустя 64 года после появления Лео логотип пережил крупное изменение. В 2021 году был представлен новый логотип компании, на котором Лео изображён уже с помощью компьютерной графики. Впервые в истории компания отказалась от использования живого льва.
Компания с 1949 года также создавала различные версии логотипа на свои юбилейные даты. Благодаря популярности логотипа, на него было создано огромное количество пародий.

## Львы
Несмотря на то, что у каждого из семи львов было своё имя, MGM называла их всех одним именем — Лео. Логотип же с самим Лео, использующийся с 1957 года, в ходу уже более 60 лет, но при этом компания не собирается его менять.

### Львы компании Goldwyn Pictures (1917—1924)
Впервые логотип с рычащим львом появился в ныне утерянном фильме «Цирковая Полли» (1917). Этот лев не рычал, ведь звука в кино тогда ещё не было, за что его прозвали «молчаливым львом». Сэмюэл Голдвин прозвал этого льва «Лео», это прозвище логотипа сохранится до наших дней.
В заставке фильма «Что случилось с Розой» 1920 года фигурирует неживой лев. Название компании помещено не снизу логотипа, а сверху.
В заставке фильмов «Дикие апельсины» и «Души на продажу» (оба выпущены в 1923 году) вновь появляется живой лев, но уже другой (имя неизвестно, возможно это был Слэтс). Лев немного рычал на заставке, но его всё ещё не было слышно.

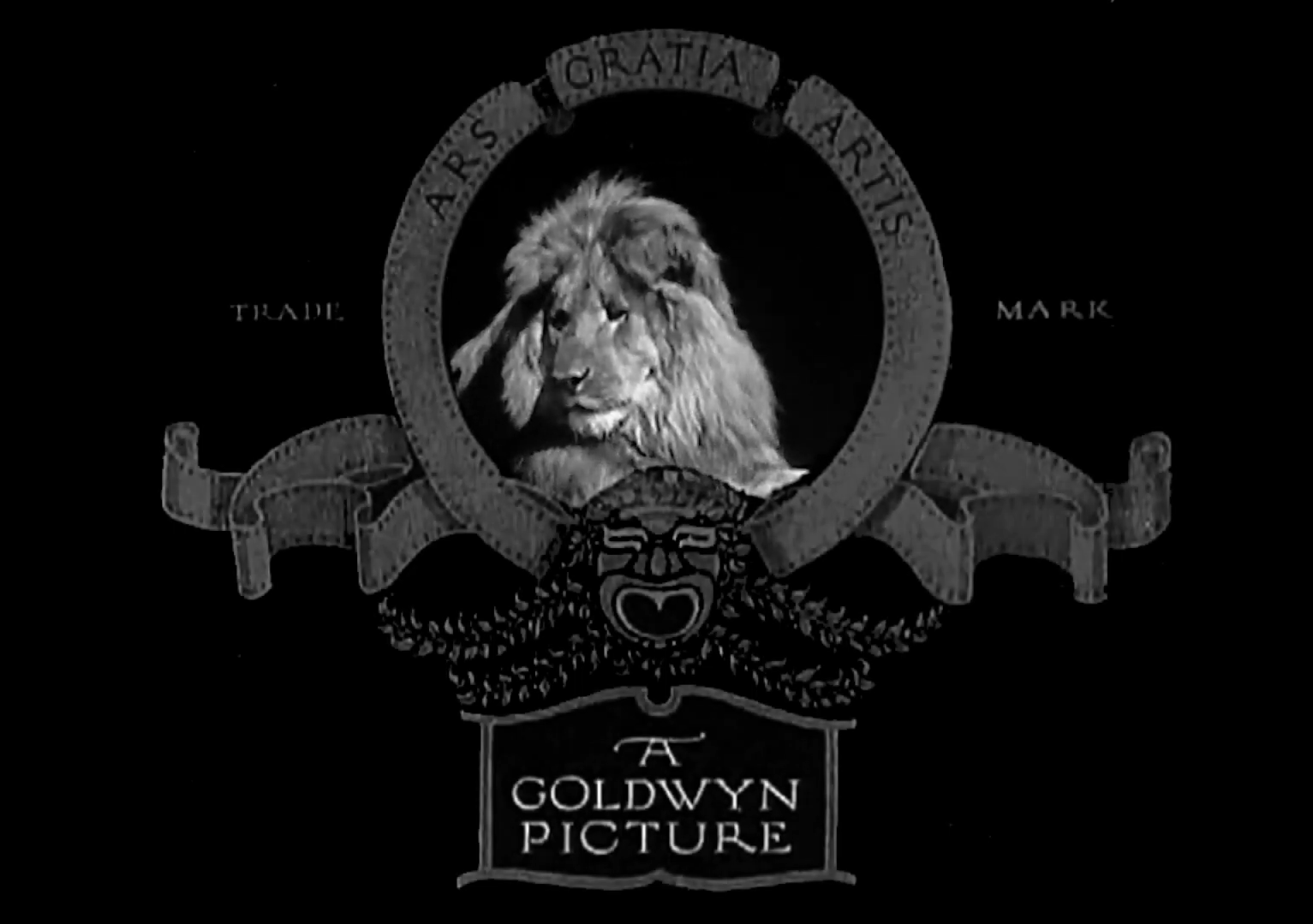
Логотип Goldwyn Pictures 1917—1921 годов, на нём изображён самый первый лев, прозванный Самюэлем Голдвином «Лео»
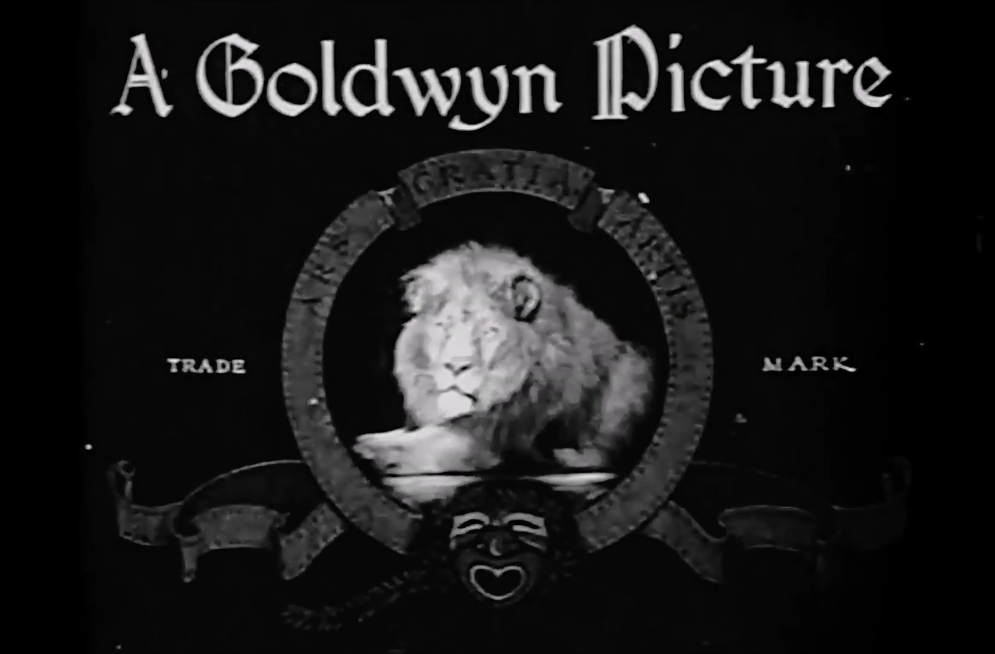
Второй логотип, известен только по фильму «Что случилось с Розой» 1920 года. Вместо живого льва используется изображение, название компании помещено сверху
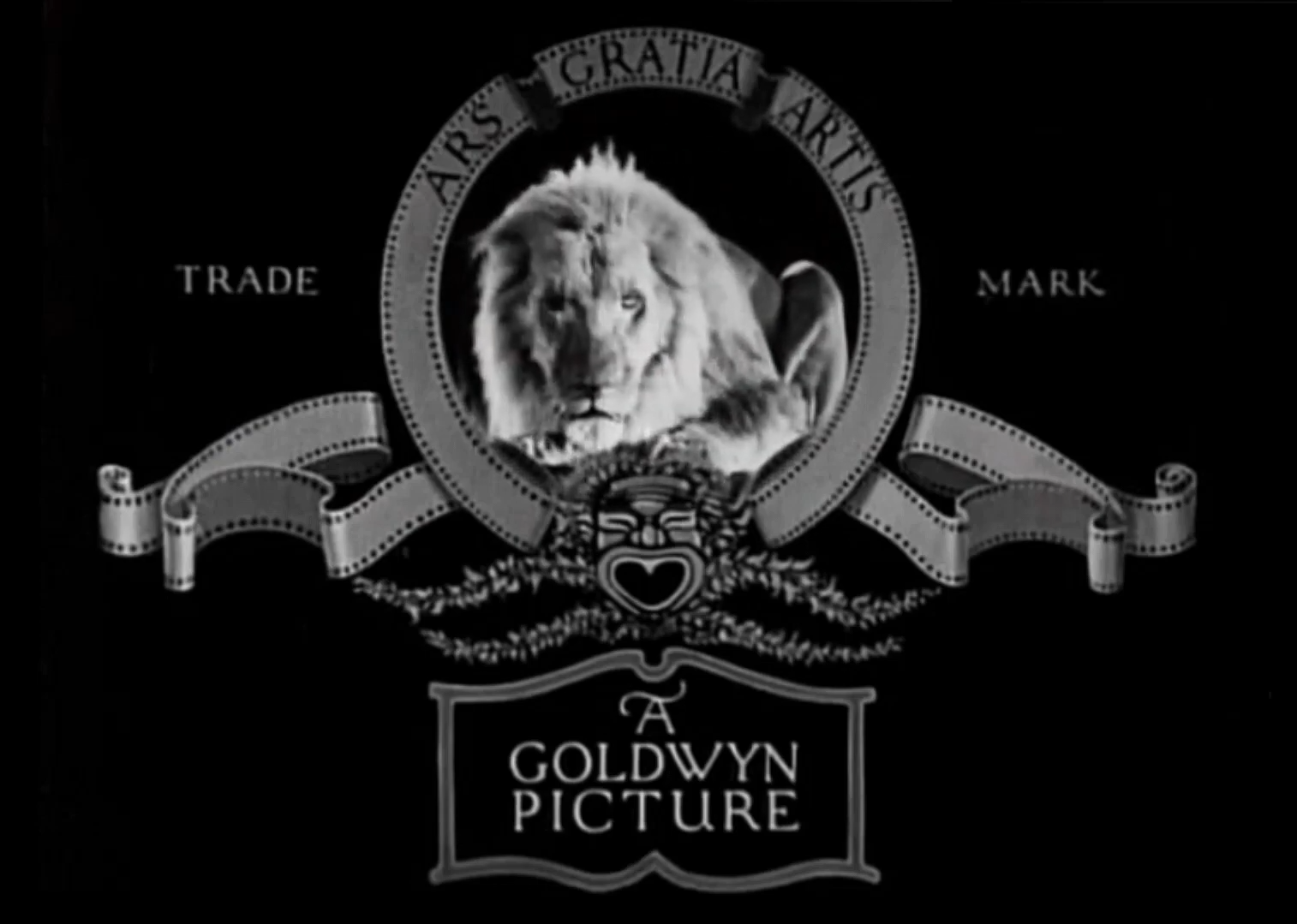
Третий логотип (с 1923 года), с иным дизайном плёнки и маски. В логотипе снова используется живой лев, но уже другой

### Статуя льва (1924—1928)
Некоторые из фильмов периода 1924—1928 годов содержат в конце (иногда в начале) логотип некоей «Metro-Goldwyn Pictures», это было изначальным названием студии, без упоминания киностудии Луиса Майера. На этой заставке живого льва заменила статуя, известная как «The Lion Statue» («Статуя льва»). Эту статую можно, например, увидеть в фильме «Алчность» 1924 года.
После 1924 года и до 1950-х годов статуя льва всегда появлялась в конце фильмов MGM в качестве закрывающего логотипа. С 1950-х годов её заменил основной логотип MGM.

### Слэтс (1924—1928)

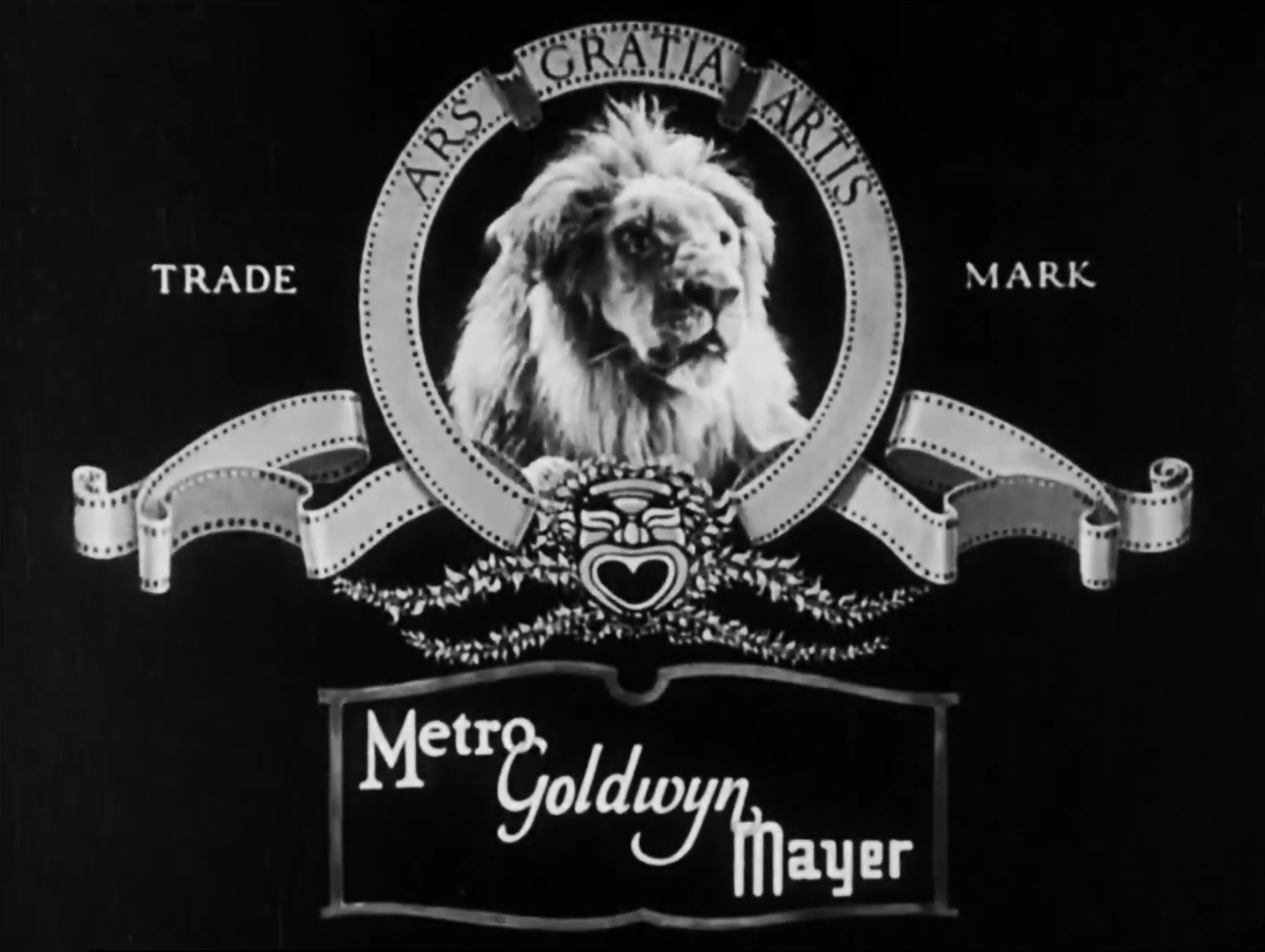
Лев Слэтс («Battling Butler», 1926)

Слэтс родился 20 марта 1919 года в Дублинском зоопарке и первоначально имел ирландскую кличку Кайрпре. Его дрессировщиком был Волней Фифер.
Первое появление Слэтса в заставке MGM — фильм 1924 года «Тот, кто получает пощёчины», основанный на одноимённой пьесе. Единственное, что делал Слэтс на логотипе, это крутил головой, как и львы Goldwyn Pictures. В каждом фильме с его появлением, Слэтс крутил головой по-разному. Сохранилось лишь 5 фильмов со Слэтсом, остальные были переизданы в 1930-х годах и в них фигурирует другой лев (см. следующий раздел).
Слэтс умер в 1936 году в возрасте 17 лет. Волней Фифер похоронил Слэтса около поселения Джилетт, штат Нью-Джерси и посадил над местом погребения сосну, чтобы «сдерживать дух льва». Шкура Слэтса хранится в музее McPherson Museum.

### Джеки (1928—1956)
Джеки родился в 1915 году в Судане и уже львёнком был перевезён в США. В заставке впервые появился в фильме «Наши дочери танцуют» (Our Dancing Dauthers) 1928 года. Дрессировал Джеки Мэл Кунтц.
Джеки стал первым львом MGM, который зарычал. Существовало три версии рыка Джеки: первая использовалась с 1928 по 1930 год, это был настоящий рык Джеки. В 1930 году звуковую дорожку сменили на рык пантеры. С 1932 года использовался рык пумы, это самая известная версия заставки.
У заставки с Джеки было две версии: укороченная (лев рычит 3 раза, после этого поворачивает голову налево) и удлинённая (после всего вышеперечисленного лев возвращает голову в первоначальное положение).
В сентябре 1927 года Джеки летел в самолёте и попал в катастрофу. Самолёт разбился. Но пилот самолёта и Джеки остались в живых. Джеки отправили в Филадельфийский зоопарк в 1931 году. После этого лев получил прозвище «Счастливчик». Самолёт предназначался для рекламной компании Джеки, чтобы показать, как выглядит новый лев. Остатки клетки и самолёта всё ещё лежат на месте крушения.
Джеки умер от инфаркта в 1935 году, но в заставке использовался вплоть до 1956 года (в 1953 году появилась заставка с Джеки в Cinemascope).

### Экспериментальные цветные логотипы (1927—1935)

Телли (слева) и Коффи (справа)

На рубеже 20-х—30-х годов MGM экспериментировала с двухцветной системой от Technicolor, впервые цветные кадры появились в фильме «Бен-Гур: история Христа» 1925 года. С 1927 года компания совместно с «Technicolor Motion Picture Corporation», создавшей этот процесс цветной съёмки, начинает создавать полностью цветные фильмы. Чёрно-белый логотип для них не подходил, поэтому было решено создать новый логотип — цветной. Всего таких было три, каждый использовался менее пяти лет.

#### Нума (1927—1928)
Первый логотип использовался MGM с сентября 1927 по 1928 год. Является первым цветным логотипом компании, но об этом логотипе мало кто знает, а большинство фильмов с ним утеряно. Этот логотип можно увидеть здесь. Имя льва — Ну́ма. В настоящий момент известно о его появлении в фильме «Сердце Генерала Роберта Ли» 1928 года, который в настоящий момент хранится в Библиотеке Конгресса США и находится в процессе реставрации. Остальные фильмы с этим логотипом полностью утеряны.

#### Телли (1928—1932)
Второй лев по имени Телли был в заставке параллельно с Джеки с 1928 по 1932 годы. Его первое появление — фильм «Викинг» 1928 года. Телли рычал голосом Джеки и о его существовании мало кто упоминает (а чаще всего он не рычал вовсе, в основном из-за того, что звучал саундтрек фильма). Существует версия заставки с Телли в чёрно-белом цвете, появившаяся в фильме «Таинственный остров» 1929 года (цветная версия этого фильма утеряна).

#### Коффи (1932—1935)
Коффи снимался с 1932 по 1935 годы. Первое появление Коффи — фильм «Wild People» 1932 года. Коффи также снимался в первых мультфильмах серии «Happy Harmonies» с 1934 по 1935 год, из-за чего он известен гораздо больше, чем Телли.

### Таннер (1934—1956)

Лев Таннер (1934)

В 1934 году MGM выпускает первый фильм, снятый по новой, трёхцветной системе от той же Techicolor. На заставке киностудии появляется новый лев по кличке Таннер. Теперь MGM имела два логотипа. Джеки остался в чёрно-белых фильмах, а Таннер снимался в цветных. Дрессировал Таннера также Мел Кунц.
Часто в фильмах использовалась укороченная версия заставки с Таннером (лев рычит, затем поворачивается в другую сторону и снова рычит). В удлинённой версии после всего вышеперечисленного Таннер с громким рыком поворачивает голову в другую сторону кольца, а затем с менее громким рыком поворачивает голову на 180 градусов. Логотип с Таннером получил прозвище «Злой лев (The Angry Lion)».
В трейлере фильма «Ночь в опере» 1935 года Таннер в первый (и в последний раз) появляется в чёрно-белой заставке. Но затем надпись Ars Gratia Artis меняется на Marx Gratia Marxes, а в кольце появляются по очереди братья Маркс. Использование Таннера объясняется тем, что Джеки умер, а нового льва вставлять не хотели.
С 1953 года Таннер и Джеки стали первыми львами, снимавшимися в CinemaScope. Для съёмки в пропорциях CinemaScope логотип подвергся небольшим изменениям. Прямоугольник с надписью «Metro Goldwyn Mayer» был убран, а надпись перемещена наверх кольца со львом.
Таннер стал популярным благодаря мультфильму Том и Джерри и короткометражкам режиссёра Тэкса Эвери. Таннер изображался в заставке мультипликационной студии компании вплоть до её закрытия в 1957 году, а в Томе и Джерри — до 1967 года.

### Джордж (1956—1957)
Появился на заставке в 1956 году, сменив собой Джеки и Таннера, но продержался лишь год, после чего был заменён на Лео. Джордж очень сильно отличался от других львов: у него была самая большая грива.
У Джорджа было два логотипа, где он рычал по-разному, но у Джорджа не было собственной звуковой дорожки в заставке, для него использовали запись рыка Таннера.

### Лео (1957—по настоящее время)

Нынешний логотип Metro Goldwyn Mayer со львом Лео. Эта версия использовалась с 2008 по 2012 год

Лео родился незадолго до его версии заставки примерно между 1955 и 1957 годом, в зоопарке Royal Burgers в Арнеме, Нидерланды. Был куплен у известного продавца животных Генри Треффлиха, а дрессирован Ральфом Хелфером. Лео был самым молодым львом за всю историю MGM.
Вот основные события, происшедшие с логотипом после 1957 года:
- (1982) Лео стал рычать по-другому (рык был сделан на синтезаторе). До этого Лео рычал как Таннер.
- (1985) Цвет плёнки стал золотым.
- (1997) Внизу логотипа появляется веб-адрес http://www.mgm.com/, намекающий на появление у компании веб-сайта.
- (2012) Shine Studio сделала логотип на заставке трёхмерным. Впервые новая, удлинённая заставка в формате высокой чёткости была показана в начале фильма Скайфолл (2012)[6].
- (2021) Новый вариант заставки, созданный студией Baked Studios, Лео теперь изображён с помощью компьютерной графики.

### Стилизованные львы (1966—1968)
В 1966 году руководством MGM был поставлен эксперимент со сменой самого принципа логотипа — вместо живого зверя и рулона киноплёнки теперь использовалось стилизованное изображение льва. Всего таких «ненастоящих» логотипов было два, успехом они не пользовались и компания решила отказаться от этой затеи спустя 2 года. Подобный логотип можно увидеть в фильме «Космическая одиссея 2001 года».

## Юбилейные логотипы
Первый специально сделанный в честь юбилея чёрно-белый логотип был показан в 1949 году на 25-летие компании. В начале рычит Джеки, но после того, как лев поворачивает голову налево, голос за кадром начинает на 15 секунд рассказывать про юбилей:

Это, леди и джентльмены, лев Лео, логотип и гордость Metro-Goldwyn-Mayer. Сегодня, в 1949 году, он отмечает своё 25-летие. Все эти годы его рык предшествовал известным словам, которые звучали во время лучших фильмов: Metro-Goldwyn-Mayer представляет…
Оригинальный текст (англ.)This, ladies and gentlemen, is Leo the Lion, proud trademark of Metro-Goldwyn-Mayer. This year, 1949, marks his silver anniversary; twenty-five years during which his familiar roar has preceded those four famous words which signify the very best in motion picture entertainment: Metro-Goldwyn-Mayer presents...
Существует и альтернативная версия заставки на 25-летие. Перед основной заставкой появляется заставка, на которой можно увидеть текст «A Metro-Goldwyn-Mayer Silver Anniversary Picture», а уже после идёт основная заставка компании — чёрно-белая с Джеки либо цветная с Таннером. Во время всей этой заставки звучат фанфары.
На 50-летний юбилей в 1974 году подготовили следующий логотип: сначала появляется плёнка и маска, а вместо Лео надпись «Начинаем наши следующие 50 лет (Beginning Our Next 50 Years)». После появляется Лео, надпись Metro Goldwyn Mayer, вместо Trade Mark написано Golden Anniversary.
Заставка на 60-летие (1984) представляла собой оригинальную, только вместо названия кинокомпании вверху было написано «Diamond Jubilee» («Бриллиантовый юбилей»), а внизу — «Sixty Years of Great Entertainment» («60 лет великих развлечений»). На кольце, на котором в оригинальной версии написан девиз кинокомпании «Ars Gratia Artis», можно увидеть надпись Metro Goldwyn Mayer/United Artists Entertainment Co. После этого юбилея цвет плёнки логотипа был изменён на золотой.
На 70-летний юбилей в 1994 году под логотипом появилась надпись «70 лет».
То же самое произошло с 75-летним логотипом 1999 года, а снизу добавилась надпись «The Legacy of Excellence» («Наследие превосходства»).
На 85-летний юбилей в 2009 году логотип почти не изменили, разве что все элементы стали золотыми.

## Пародии
- Одна из самых известных пародий на логотип MGM — это логотип студии MTM Enterprises, существовавшей в 1969—1998 годах. В кольце вместо льва мяукала кошка по имени Мимси, под кольцом расположены большие буквы MTM, а под ними надпись «An International Family Entertaiment Company». Но некоторые мультфильмы и компании (такие как Dygra Films) решили дублировать эту студию в честь покойного льва Лео: «Живой лес», «Дух живого леса», «Сон в летнюю ночь» и другие.
- Советский мультфильм «Ограбление по…» начинается со спародированной заставки MGM, но через несколько секунд льва (скорее всего это был Таннер) выбрасывает Чебурашка, который занимает его место.
- В сериях мультфильмов «Том и Джерри» 1963—1967 годов, режиссёром которых был Чак Джонс, после начала мелодии голова льва сменяется головой мяукающего Тома, подражающего льву.
- В эпизоде мультсериала «Гриффины» «Brian's a Bad Father» есть сцена, пародирующая заставку компании. В школе маленький львёнок стоит у доски и рассказывает, что в будущем хочет рычать в заставке фильмов, но остальные маленькие животные над ним смеются. Потом показывается логотип, близкий к логотипу MGM, и повзрослевший лев говорит «Ну что, съели?».